# Veteménybab
| Energia 333 kcal 1393 kJ |      |
| Szénhidrátok | 60 g |
| - Cukrok 2 g |      |
| - Étkezési rostok 25 g |      |
| Zsír | 1 g  |
| Fehérje | 24 g |
| Víz | 12 g |
| Pantoténsav (B5-vitamin) 0.8 mg                                                                                                 | 16%  |
| Folsav (B9-vitamin) 394 μg | 99%  |
| Kalcium 143 mg | 14%  |
| Vas 8 mg | 62%  |
| Magnézium 140 mg | 39%  |
| Cink 3 mg | 32%  |
| A százalékos értékek az amerikai felnőttek számára javasolt napi mennyiségre (RDA) vonatkoznak. Forrás: USDA tápanyag adatbázis |      |

A veteménybab (Phaseolus vulgaris), népies megnevezése: paszuly, paszulyka, fuszulyka.

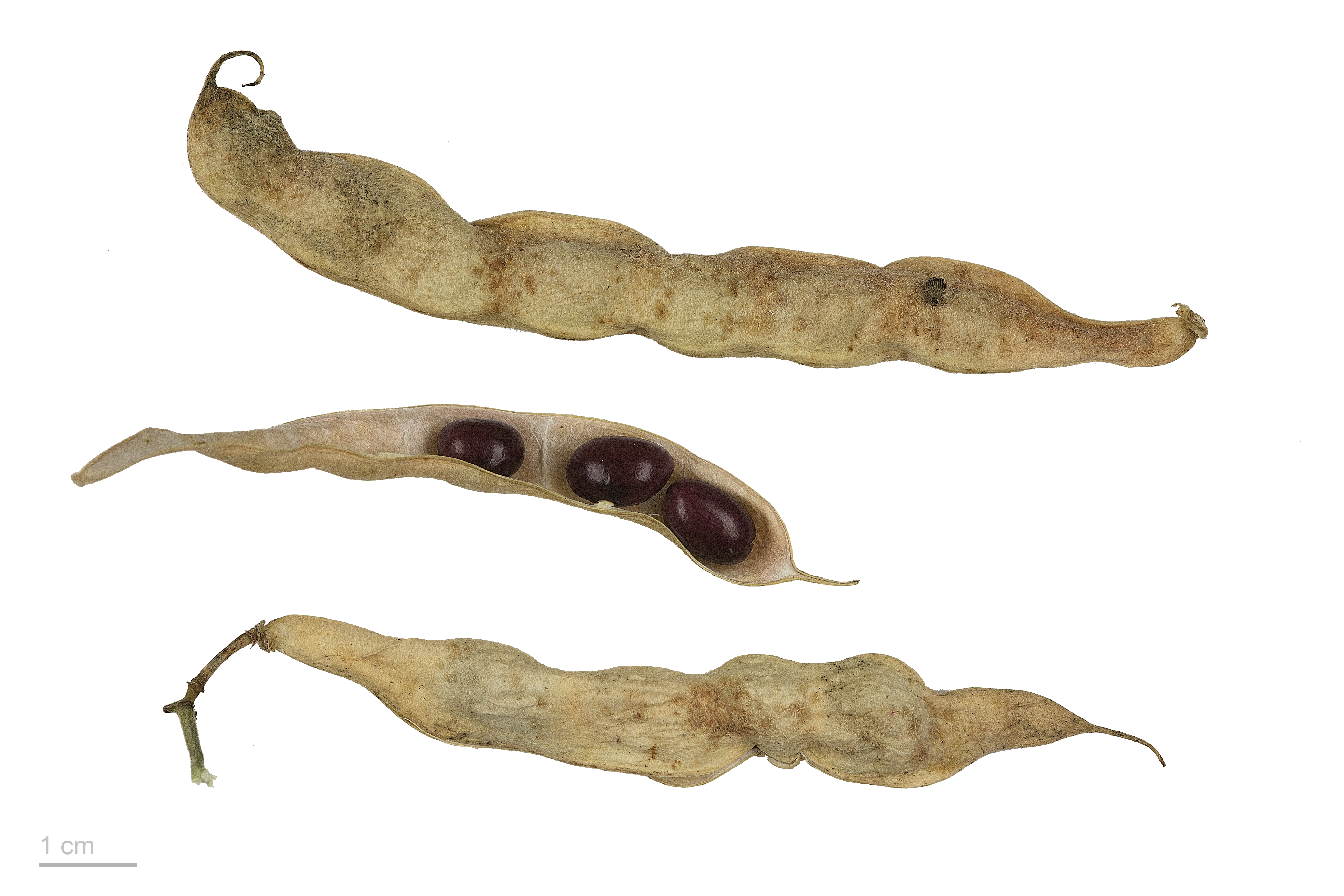
Phaseolus vulgaris

Sok más növény van, amit röviden babnak neveznek és rengeteg fajtája is, melyek különböző tulajdonságokkal rendelkeznek. Amerikában őshonos, az indiánok már körülbelül 5000 éve termesztik. Európába először az 1530-as években került; Franciaországban 1548-ban említik először. Ezután az európaiak közvetítésével került át később Afrikába, Ázsiába, Ausztráliába. Levele tojásdad alakúak, termése tokban fejlődik ki. Tápértéke kiváló, levesekbe, főzelékbe, illetve pürésítve kocsonya adalékként széles körben használatos.

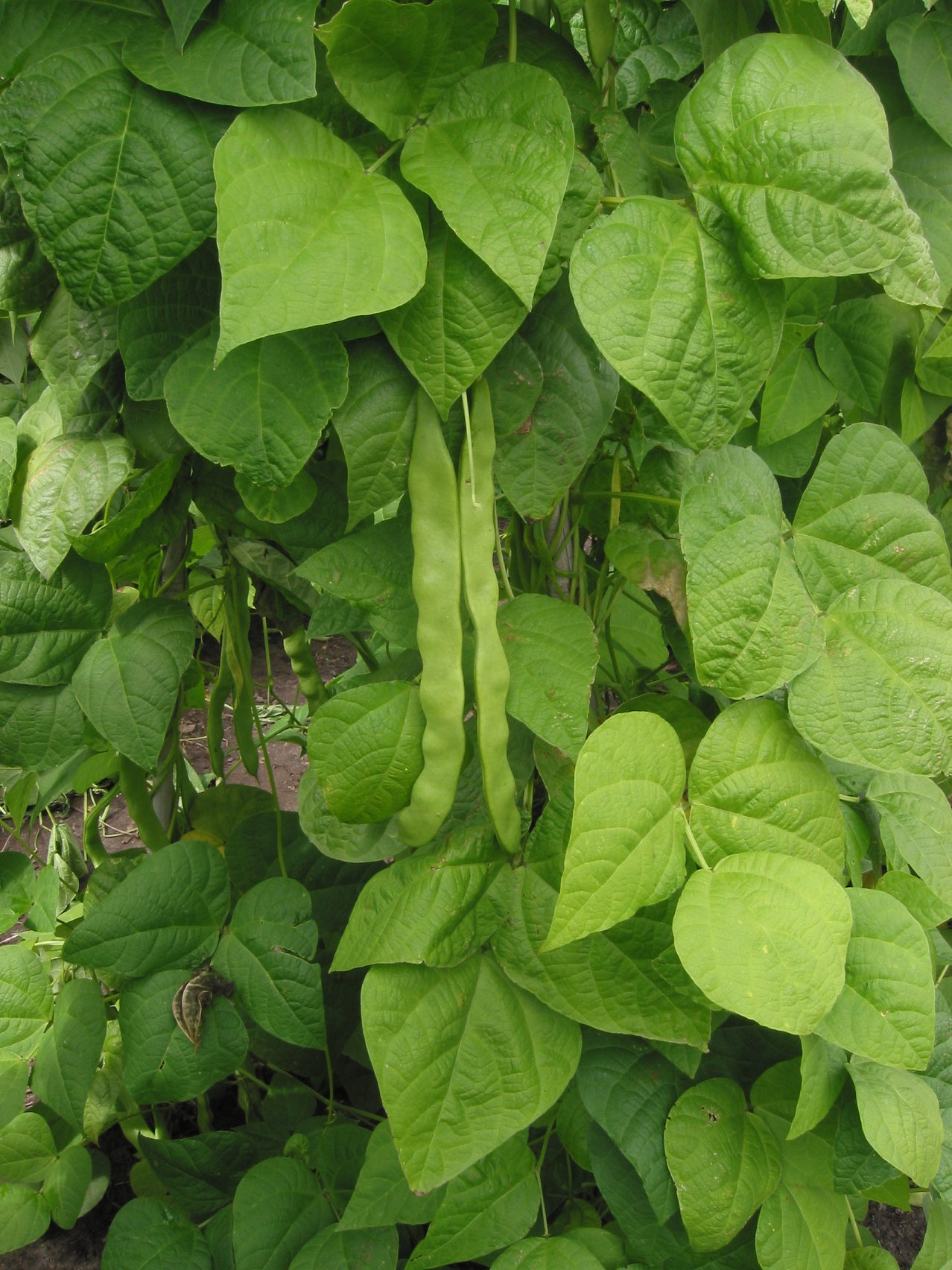
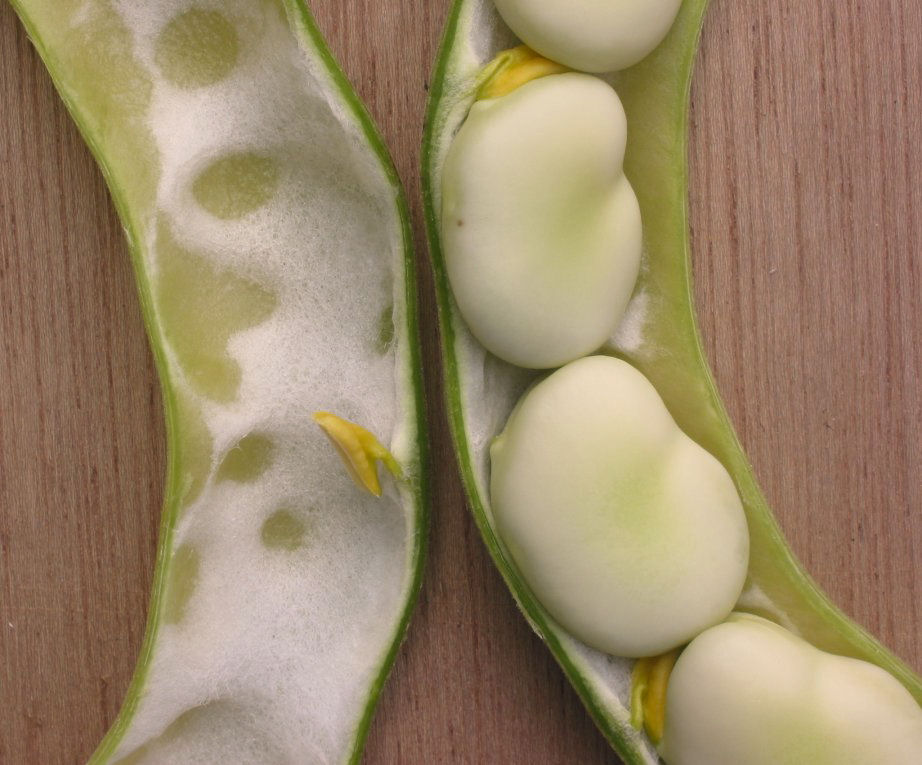
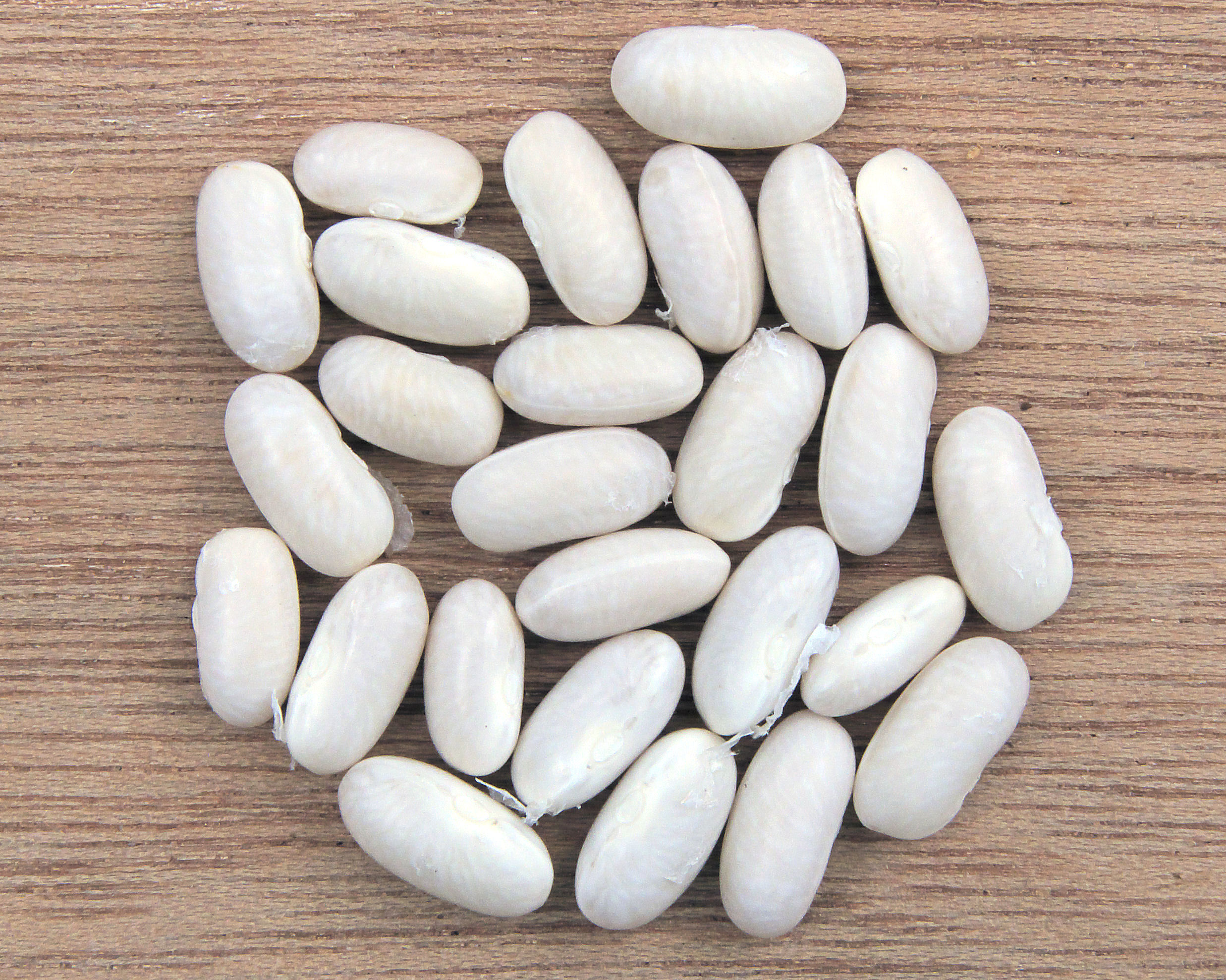
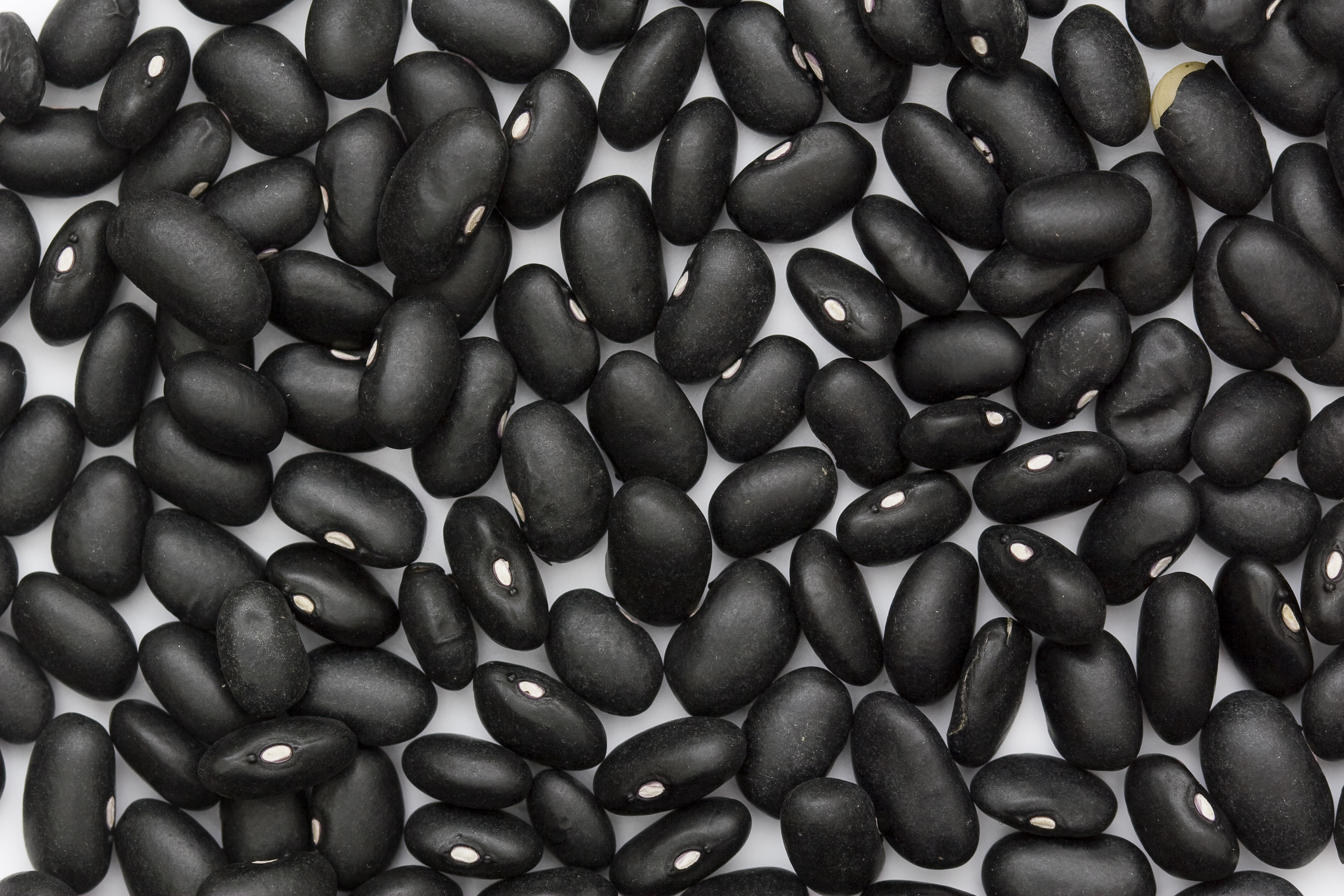
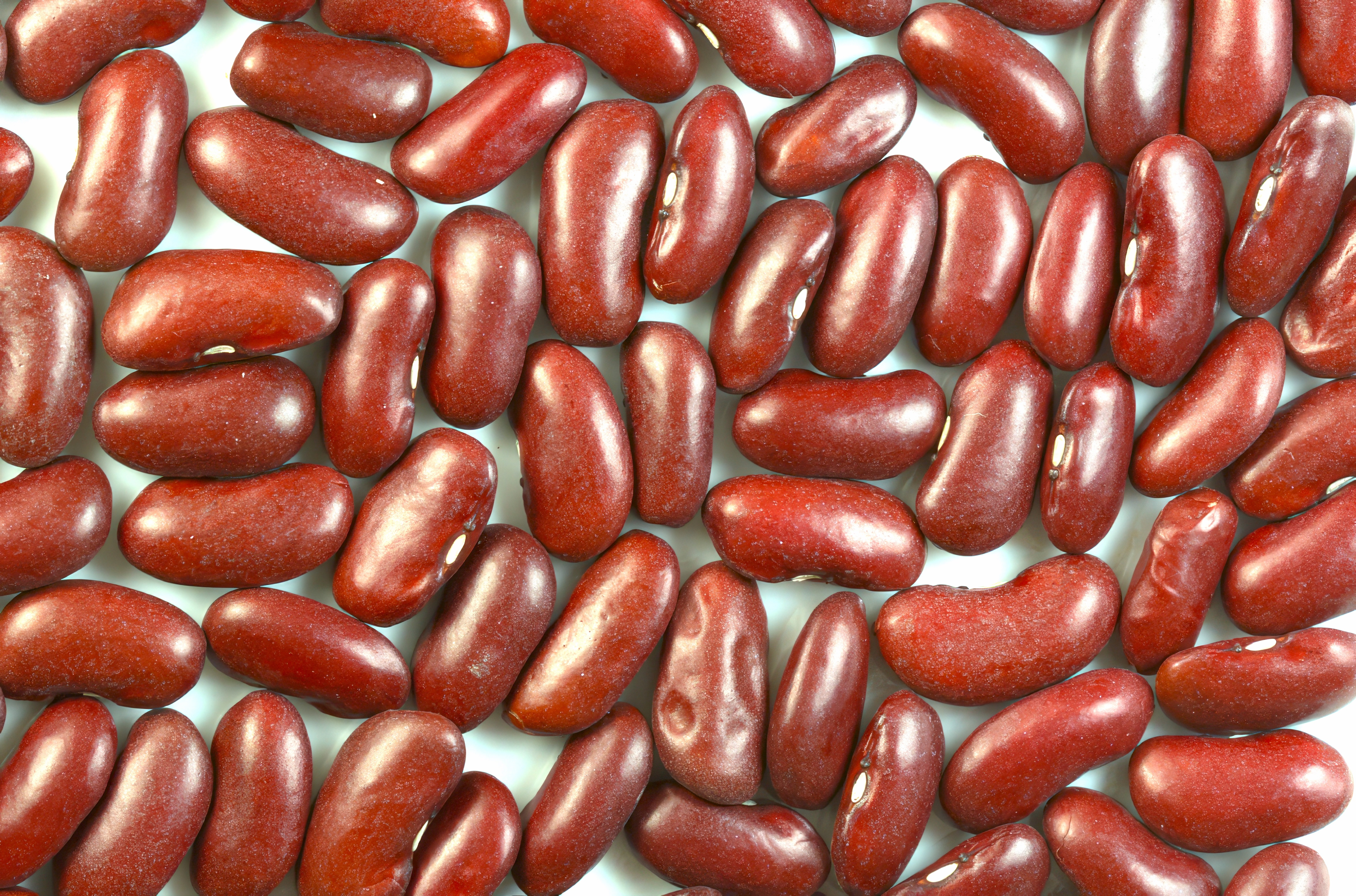

## További babnak nevezett fajok és nemzetségek
A 20. századra a hagyományos magyar babismeret csak a magyar nyelvterület peremvidékein, a népi növényismeret szintjén csak nyomaiban maradt meg, az akadémiai növényismeretben viszont teljesen összezavarodott. Ebből adódnak azok a többé-kevésbé súlyos nyelvészeti, művelődéstörténeti, botanikai stb. tévedések, melyeket e sorok írójától a Magyar Nagylexikon szerkesztőiig sokan elkövettek (Szabó jun. in Szabó sen. 1976, Élesztős – Rostás 1994). Bizonyára erre vezethetők vissza a magyar botanikai, nyelvészeti és néprajzi irodalomban tapasztalható, a babok értelmezésével kapcsolatos hiányok és hiányosságok is. A világhálós ismeretgyarapodás szájról szájra (pontosabban: gépről gépre) való terjedése a babok „népi” ismerete terén további félreértések, sőt fatális tévedések forrása is lehet.
Paszulybabok (Phaseolus fajok):
- közönséges paszulybab (Phaseolus vulgaris),
- bokor paszulybab (Phaseolus vulgaris nanus),
- hegyeslevelű paszulybab (Phaseolus acutifolius),
- Lima paszulybab (Phaseolus lunatus),
- karó(s) paszulybab (Phaseolus vulgaris vulgaris),
- mungó paszulybab (Phaseolus mungo),
- ősi paszulybab (Phaseolus aborigineus),
- óriás paszulybab (Phaseolus sesquipedalis),
- török paszulybab, tűzbab (Phaseolus coccineus);

Tehénbabok (Vigna fajok):
- adzuki tehénbab (Vigna angularis),
- arany tehénbab (Vigna radiata),
- csiga tehénbab (Vigna caracalla),
- gumós tehénbab (Vigna vexillata),
- kajtán tehénbab (Vigna ungiculata cylindrica),
- rizs tehénbab (Vigna umbellata),
- sisakvirág-levelű tehénbab (Vigna aconitifolia),
- homoki tehénbab (Vigna unguiculata typ.).

Egyéb, „bab” nevet is viselő, nemzetségszintű nevek:
- bársonybabok (egyes Mucuna fajok),
- csomósbabok (Cyamopsis),
- fojtóbabok (Pueraria),
- galambbabok (Cajanus),
- herebabok (Thermopsis),
- ignácbabok (Strychnos),
- kalabárbabok (Physostigma),
- jamszbabok (Pachyrhizus),
- kandelababok (Macrotyloma),
- kardbabok (Canavalia),
- tengeri kardbab (Canavalia maritima),
- tőr(ös) kardbab (Canavalia gladiata),
- korallbabok (Erythrinia),

Lóbabok vagy babóbabok (Vicia sect. Faba), 
- mariskababok (Merremia),
- nikkelbabok (Paersonia),
- sisakbabok (Lablab),
- szárnyasbabok (Psophocarpus),
- szárnyasbabfák (Luetzenburgia),
- szójababok (Glycine),
- tarajbabok (!) (Clianthus),
- taréjosbabok (!) (Kennedia),
- tonkababok (Dipterix),
- ugrálóbabok (Sebastiania palmeri),
- viszketőbabok (más Mucuna fajok).

## Babfajták

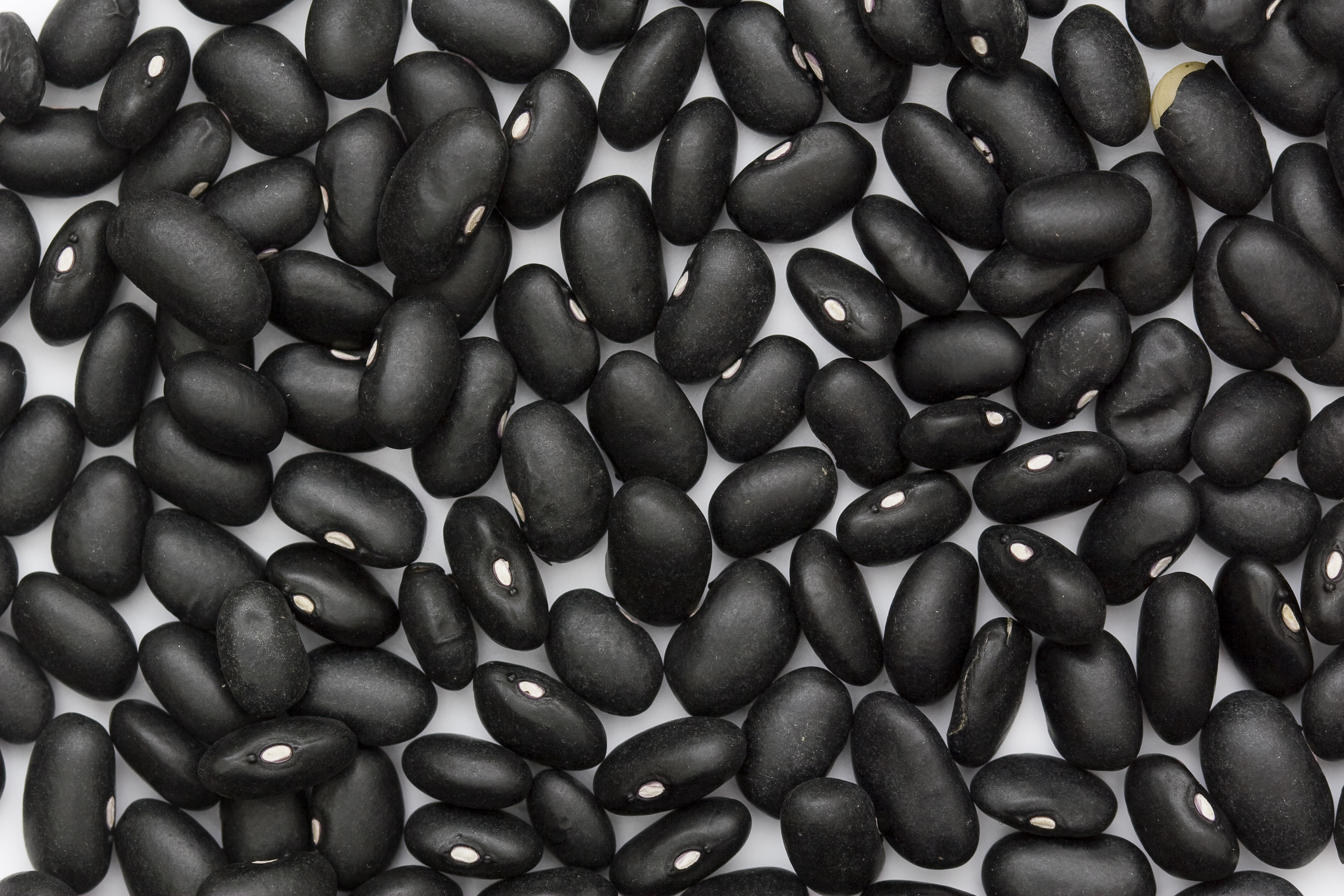
Fekete bab

- Vörös bab

Nem futó fajta. Vigyázat, vörös levet ereszt! Levesnek a legjobb és főzeléknek. A nedvesebb időjárást nem kedveli.
- Jégbab

(gyöngybab)
Guggos más néven bokorbab. Apró szeme miatt áztatás nélkül is gyorsan megfő. Finom sóletnek, levesnek és édes tejes babnak. Nagyüzemi termelésre is alkalmas, sok helyen termesztik.
- Fehér bab

Futóbab, termése nagyobb szemű, mint a jégbab, nehezen fő. Gesztenyés íze miatt püré formájában, mézzel keverve desszertként fogyasztható. Levesnek, gulyásnak, zöldséges levesbe is jó.
- Géberbab

(négerbab, csótánybab)
Termése sötét színe miatt emlékeztet a csótányra, azaz géberre, innen kapta nevét. Színes, piros és sárga virággal nyílik. Karóra vagy kukoricaszárra futtatva termesztik. A cukrászok gesztenyepüré helyett használják, de, zsengén szedve, fejtett bablevesbe is főzhető.
- Vesebab

Ezt a fajtát boltban is megvehetik, hiszen sok helyen termesztik, nem tájfajta. Mindenféle babos étel készíthető belőle.
- Sárga-barna futóbab

Apró, bőtermő. Főzés előtt ajánlott beáztatni. Mindenféle babos étel készíthető belőle, nem erős a héja. Ez tipikus tájfajta bab, hiszen mai fogalmakkal élve tulajdonképpen egy fajta keverék, amelyben a hasonló kinézetű babok aránya állandó.
- Békahátú bab

Színét tarka barna színéről kapta. Karóra, kukorica szárára futtatva termesztik. Tejfölösen és babgulyásban is ízletes.
- Karus tarkabab

Magasra megnő, nagyobb szemű, ritka mintázatú termése van. Finom habarva, tökmagolajos babsalátának és babgulyásban is. Ugyanez a fajta egy kicsit kisebb, tarkább változatban is megtalálható, gesztenye íze van.
- Cseresznyebab

Három változatát ismerjük: barna sötét, tarka világosabb piros és sötétebb. Kényes fajta, az ültetéskor nem bírja a nedves talajt. Nagyon bőtermő és hamar megfő, babos káposztába, babgulyásba, tejfölösen szokás elkészíteni, színes levet ereszt. Cakompakk bablevest is lehet főzni belőle (tésztával vagy rizzsel készült leves).
- Lapos karós bab

Magasra növő futó bab fajta, mely gyönyörű virággal nyílik. Nagy szemű, lapos termésű, későn érő fajta. Levesnek ajánlott elkészíteni.
- Vajbab

Guggos bab, kifejtve fogyasztják, olajosan (salátának), gulyásnak vagy főzeléknek. Korán beérik és rendkívül sokat terem.
- Spárgabab

Zsengén, metélve fogyasztható. Szokás zöldbablevest és rakott zöldbabot is készíteni belőle. Szlovéniában ecetesen savanyúságnak is elteszik télire. Érett termése tiszta fekete szemű, áztatás után főzeléknek is el lehet készíteni, hamar megfő.
- Díszbab

Fogyasztása nem ajánlott, szép lila levele és rózsaszín virága miatt szokás ültetni. Termése jellegzetes: fekete szem, fehér csíkkal.
- fekete bab

Black turtle bean (rijoles negros) – latin Amerikában elterjedt, népszerű.

## Értékei

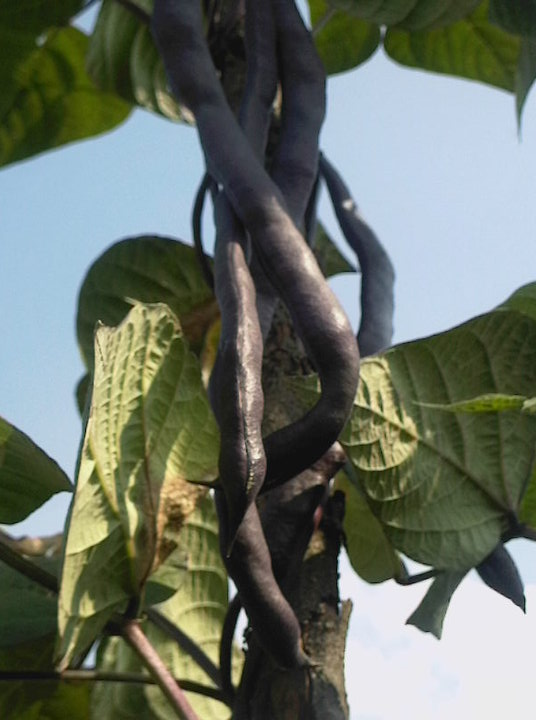
Veteménybab karón

Táplálkozási értéke nagy, magvai 40-50% keményítő mellett feltűnően sok, 22-35% fehérjét (legumin) tartalmaznak és ezen főleg nitrogénben gazdag, kén- és foszfortartalmas anyagnak tulajdonítandó nagy tápláló erejük, melynél fogva emberi és állati táplálékul egyaránt alkalmazhatók. A szárazbab fehérjetartalma tízszerese a burgonyáénak, háromszorosa a kenyérének, de magas ásványi anyagtartalma is. Zöldbabként a fehérje értéke kisebb, de még így is jelentős. A kevésbé szálkásodó fajtákat részesítjük előnyben.
A hüvelyes vetemények a magvaik végett termelt pillangós virágú növények csoportja. Ide tartozik a borsó, a lencse, a bab és a lóbab, az abrak- és a szeges bükköny, a csicseriborsó stb.

## Felhasználása
Mind a száraz-, és zöldbab is elkészíthető főzeléknek, salátának, levesnek, de mélyhűtésre és konzerválásra is alkalmasak. Fogyasztása a magas tápértéke és fehérjetartalma miatt elsősorban télen javasolt. A sok fajta közül érdemes a családi ízlésnek megfelelőt kiválasztani.

## Termelése
2023-ban a veteménybabot 114 országban termesztették 1,5 millió hektár földterületen, és az éves termésmennyisége meghaladta a 23,4 millió tonnát. 2013 és 2023 között a veteménybab földterülete 1,5 millió hektárról 1,5 millió hektárra (0%) nőtt, azaz lényegében változatlan maradt, míg a termésmennyisége 21,3 millió tonnáról 23,4 millió tonnára (9,9%) nőtt.
A világ legnagyobb veteménybab termelői közé tartozik az Kína (78,2%), Indonézia (3,9%), India (2,8%), Törökország (2,1%) és Franciaország (1,3%). Ezek az országok a 2023-as termelésük alapján az első öt helyen álltak. 2023-ban Kína egymaga az éves termés több mint kétharmadát (78,2%) adta a világ veteménybab termelésének.
Legnagyobb exportáló országok Franciaország (29,5%), Hollandia (26,5%) és Spanyolország (23,8%), míg a legnagyobb importországok az Egyesült Államok  (19,2%), Hongkong (14%) és Spanyolország (13,9%).
2023-ban Magyarország 12 ezer tonna veteménybabot termelt, így a 114 országból a 42. legnagyobb veteménybab termelő volt. Magyarország főleg Lengyelországból (32,8%), Hollandiából (20,1%) és Szlovákiából (19,1%) importált veteménybabot. A behozott, valamint a megtermelt veteménybab egy részét tovább értékesítette az ország, főleg Románia (95%), Hollandia (2,9%) és Ausztria (1,5%) felé.

## Gyógyhatása
Az őrölt bab lisztjét borogatásra is használják gyulladások, kelések esetén. Hatóanyagai: 50% keményítő, gumi, dextrin.
Érdekessége, hogy a fehérbab hajának (hüvelyrész) komoly gyógyhatása van. A víz- és vizelethajtó, vesetisztító hatása mellett jelentős az inulintartalma, ezért elsősorban a cukorbetegek részére ajánlott. A hatás fokozása érdekében szokták kukoricabajusszal, fekete ürömmel, kecskerutával, cickafarkkal, csalánlevéllel összekeverni és keverékként fogyasztani.[forrás?]
Drogja a mag nélküli hüvelytermés (Phaseolus legumen, P. pericarpum, P. fructus sine semine), amelynek enyhe vércukorszint-csökkentő és vizelethajtó hatása van.

## Termesztése
Növénytermelési tekintetben nem csak a bab, de más hüvelyesek jelentősége abban nyilvánul meg, hogy mély gyökérzetükkel főképp az altalajból táplálkoznak, dús levélzetükkel a talajt sűrűn beárnyékolják, így azt gyommentesen hagyják vissza. A hüvelyesek után minden más növény, de különösen a gabonafélék, jól díszlenek. Kiváló fontosságú pedig az a jelenség, hogy a hüvelyesek a nitrogén szükségletüket a légkör szabad nitrogénjéből fedezik, így feltrágyázásukkor a nitrogéntartalmú műtrágya kihagyható. A babszalma is felhasználható takarmányként.

## Betegségei

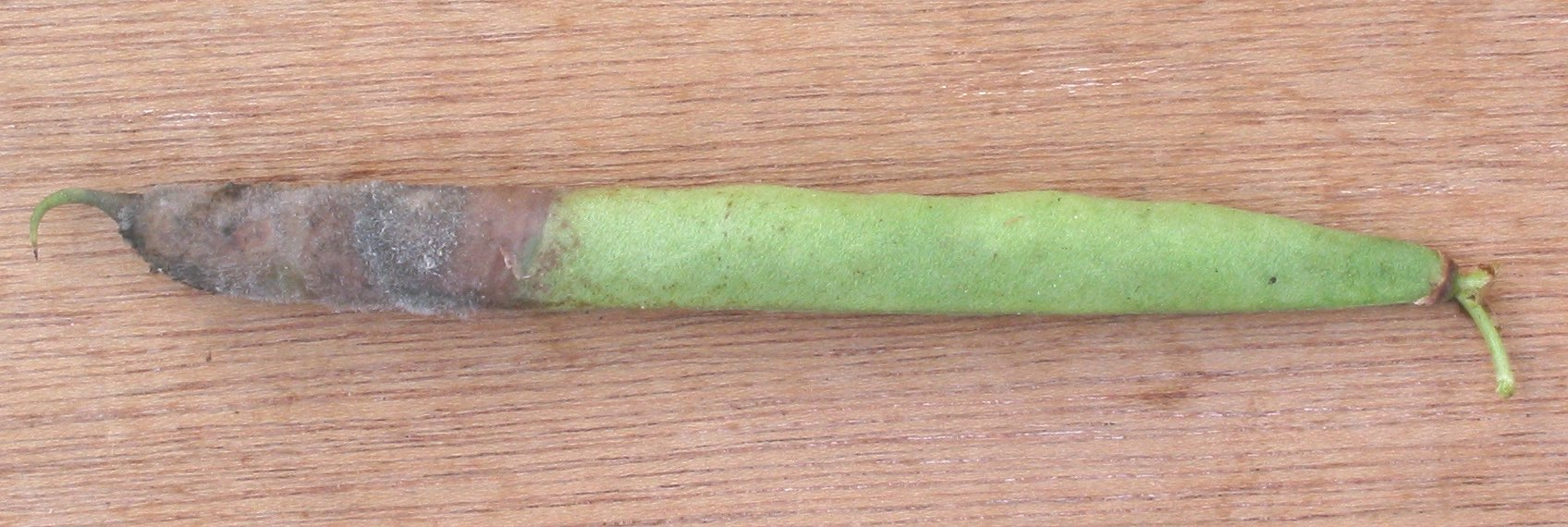
Botrytis cinerea gombabetegség.

Rozsda. A növények egész földfölötti részén, de leginkább a leveleken, vörösbarna, később sötétbarna foltok láthatók, melyek miatt a növények fejlődésükben visszamaradnak vagy fejletlen magot hoznak. A betegséget rozsdagombák okozzák.
Lisztharmat. A növények zöld részein piszkos-fehér bevonat keletkezik, amelyben őszfelé fekete szemecskék láthatók. Az erősen megtámadott fiatal levelek eltorzulnak, elsárgulnak s helyenként elszáradnak. Ezt a betegséget két lisztharmat-gomba okozza. Ellene a kénezéssel, kéntartalmú szerekkel védekezhetünk.
Ragya. (Peronoszpóra) A zöld részeken, de főleg a levelek felső lapján nagy, fehéres, később elszáradó foltok, míg a levelek alsó lapján gyengéd, szürkés por mutatkozik. Ezt a betegséget, a (Peronospora Viciae De By) nevű gomba okozza, ellene a "bordeauxi" bordói-lével védekezhetünk.
A szürkepenészes rothadás (Botrytis cinerea) polifág gombafaj, amely egyes évjáratokban csökkentheti a termést. Szántóföldi növényeink (napraforgó, szója), a zöldségfélék (bab, paradicsom, uborka), és gyümölcsök szamóca (földieper), szőlő egyik legismertebb és legsúlyosabb betegsége. A kórokozó, különösen párás, nedves időben, fertőzi a fiatal csíranövényeket, a szárat, becőt és magokat is.
A (Colletotrichium Lindemuthianum Sacc.) nevű gomba a bab hüvelyein barna, mindig egy élénkebb övvel körülvett fekélyeket okoz. A betegséget antracnose-nak nevezik ez a bab legveszedelmesebb betegsége. Ellene elsősorban az ajánlható, hogy ne ültessük más növény, – szőlő, kukorica – közé, hogy a levegő jól hozzáférjen, de javasolt, a vetőmagnak ammoniákos rézkarbonátoldatban (4,5 l. víz, 42 g. rézkarbonát, 0,57 l. ammoniákkal) való 1 órai csávázása.
Legtöbbet szenved ebben betegségben az úgynevezett guggolós, vagy gyalogbab, a futó babot ritkábban támadja meg, de ez utóbbi a termesztése során, több anyagi és munkaerő-ráfordítást igényel.
A (Sclerotinia Libertiana Fckl.) nevű gomba a növény szárát támadja meg, amely elhalványodik, és levelestől elhal. A gomba a szár bélszövetét teszi tönkre s ebben kemény, fekete szemek, a gomba sclerotiumai jelennek meg.